# ابیه
ابیه (به لاتین: Abié) در ساحل عاج است که در agnéby واقع شده‌است.